# کامپیوترهای جی‌ئی‌سی

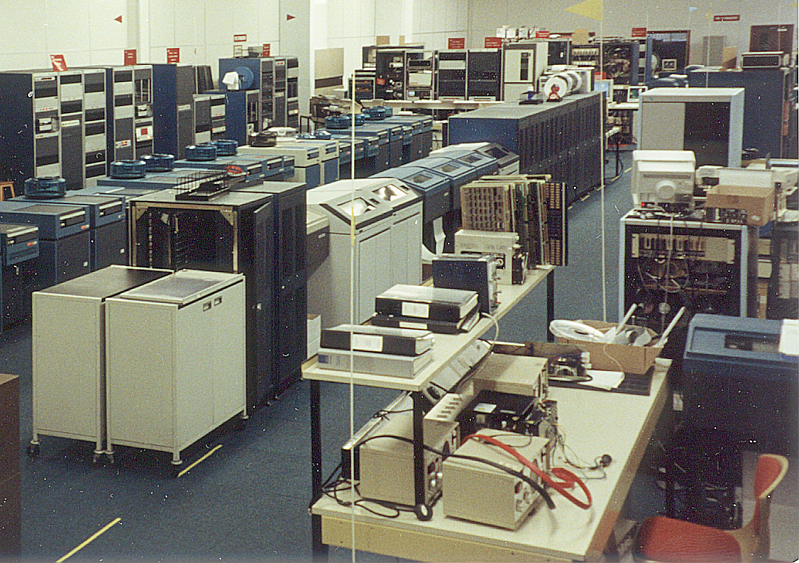
کامپیوترهای سری GEC 4000 در مرکز توسعه Dunstable شرکت در سال ۱۹۹۱

GEC Computers Limited یک شرکت بریتانیایی تولیدکننده کامپیوتر تحت شرکت هلدینگ GEC از سال ۱۹۶۸ تا ۱۹۹۰ بوده‌است.

## تاریخچه
با شروع به عنوان Elliott Automation، در سال ۱۹۶۷–۱۹۶۸ محصولات کامپیوتری پردازش داده به ICT/ICL و محصولات غیر محاسباتی به English Electric به عنوان جزوی از سازماندهی مجدد شرکت مادر که توسط دولت بریتانیا انجام شد، منتقل شدند. سپس شرکت English Electric در سال ۱۹۶۸ در مجموعه GEC ترکیب شد.
Elliott Automation سیستم‌های محاسباتی بلادرنگ، رایانه‌های سری الیوت ۹۰۰ را حفظ کرد و شروع به طراحی طیف جدیدی از سیستم‌های کامپیوتری کرد. قوانین سازماندهی مجدد به Elliott Automation اجازه نداد تا چند سال پس از تقسیم به کار بر روی محصولات محاسباتی پردازش داده ادامه دهد (و به‌طور مشابه، از کار ICT/ICL روی محصولات محاسباتی بلادرنگ جلوگیری کرد). سه محدوده کامپیوتری جدید شناسایی شد که در داخل با نام‌های آلفا، بتا و گاما شناخته می‌شوند. آلفا به مینی کامپیوتر ۸ بیتی GEC 2050 تبدیل شد و بتا با ویژگی منحصر به فرد هسته خود به مینی کامپیوتر ۱۶ بیتی GEC 4080 تبدیل شد. گاما هرگز توسعه نیافت، بنابراین تعدادی از ویژگی‌های پیشرفته آن در GEC 4080 بازگردانده شدند.
محصول اصلی این شرکت مینی کامپیوترهای سری GEC 4000 بود که توسط بسیاری دیگر از شرکت‌های GEC و Marconi به عنوان پایه ای برای سیستم‌های کنترل بلادرنگ در کاربردهای صنعتی و نظامی استفاده می‌شد. توسعه کامپیوترهای جدید در این سری در بیشتر عمر شرکت ادامه داشت. دیگر محصولات تولید شده در سال‌های قبل GEC 2050، منابع تغذیه کامپیوتر و نمایشگرهای کامپیوتر نظامی با وضوح بالا و همچنین سری الیوت ۹۰۰ برای مشتریان فعلی الیوت بودند. GEC Computers همچنین دریافت که برخی از برنامه‌های نرم‌افزاری که برای استفاده شخصی خود توسعه داده‌است، مانند خدمات پرداخت حقوق، نرم‌افزار طراحی برد مدار چاپی چندلایه و نرم‌افزار مدیریت پروژه، قابل فروش به شرکت‌های دیگر هستند.
در اواسط دهه ۱۹۷۰، GEC Computers روی OS4000 کار می‌کرد، یک سیستم عامل پیشرفته تر برای سری GEC 4000. این امر سری ۴۰۰۰ را به روی مشتریان بیشتری از جمله جوامع دانشگاهی و تحقیقاتی باز کرد. تعدادی پروژه مشترک انجام شد که برخی از آنها منجر به برنامه‌هایی شد که GEC Computers علاوه بر فروش خود رایانه‌ها، بیشتر توسعه داد و فروخت. یکی از بزرگترین آنها سیستم‌های سوئیچ بسته X.25 بود که از همکاری تحقیقاتی با NERC حاصل شد.
در اواخر دهه ۱۹۷۰، Post Office Telecommunications Prestel را روی سری GEC 4000 توسعه داد و این منجر به فروش برنامه‌های مشابه در سراسر جهان شد.
در سال ۱۹۷۹، این شرکت جایزه ملکه برای دستاوردهای فنی را برای توسعه سری ۴۰۰۰، به ویژه Nucleus دریافت کرد.
تا سال ۱۹۸۰، OS4000 در سازمان‌های دانشگاهی و تحقیقاتی بریتانیا به عنوان یک سیستم چند کاربره محبوب شد، با نصب در آزمایشگاه رادرفورد-اپلتون، آزمایشگاه دارزبری، آزمایشگاه هارول، NERC، دفتر Met Office، CERN، در بسیاری از بخش‌های فیزیک و/یا مهندسی دانشگاه. و به عنوان اصلی‌ترین سرویس کامپیوتر مرکزی در دانشگاه کالج لندن (اقلیدس) و دانشگاه کیل. برای تأمین این بازار، در اوایل دهه ۱۹۸۰، این شرکت با شرکت آمریکایی AB Dick برای توسعه GEC Series 63 شریک شد که می‌توانست OS6000 (بر اساس OS4000) یا UNIX System III و بعداً UNIX System V را اجرا کند. با این حال، فروش ناامید کننده بود و سری ۶۳ در سال ۱۹۸۷ متوقف شد.
تعداد سیستم‌های رایانه‌ای GEC در سراسر بریتانیا تاکنون به این معنی است که GEC Computers یک سازمان خدمات میدانی گسترده ایجاد کرده‌است و می‌تواند پاسخگویی در محل را در عرض چند ساعت در تقریباً کل کشور تضمین کند. معلوم شد که این یک دارایی ارزشمند است. بسیاری از شرکت‌های فناوری جدید که تلاش می‌کردند وارد بازار شوند، در صورت نیاز به ارائه این نوع خدمات با مشکل مواجه شدند و GEC Computers شروع به پشتیبانی خدمات میدانی شخص ثالث برای بسیاری از شرکت‌های دیگر کرد، از جمله برخی که با محصولات خود GEC Computers رقابت می‌کردند. (برخی از این عملیات در Telent پس از سقوط GEC در سال ۲۰۰۵ زنده ماندند)
در طول دهه ۱۹۸۰، GEC Computers از دفاتر Borehamwood خود به سه واحد کارخانه بزرگ ساخته شده در Woodside Estate، Dunstable گسترش یافت. این شرکت با انعقاد قرارداد تجاری در دهه ۱۹۹۰ اینها را تعطیل کرد.
حضور گسترده GEC Computers در سازمان‌های دانشگاهی و تحقیقاتی بریتانیا و سازمان خدمات میدانی آن، باعث شد که Sun Microsystems GEC Computers را به عنوان حضور خود در بریتانیا برای راه‌اندازی محدوده محصولات Sun-2 خود در اوایل دهه ۱۹۸۰ انتخاب کند، که GEC Computers با نام GEC Series 42 فروخته می‌شود. GEC Computers برخی ایستگاه‌های کاری کم هزینه به نام GEC Series 21 را بر اساس سیستم‌های Atari 520ST و 1040ST با کد سیستم عامل PROM جایگزین شده توسعه داد. GEC Computers در فروش سیستم‌های Sun موفقیت خاصی نداشت و Sun دفاتر بریتانیا را برای فروش مستقیم باز کرد، اگرچه خدمات میدانی GEC Computers سال‌ها به پشتیبانی Sun Microsystems در سراسر بریتانیا ادامه داد تا اینکه Sun سازمان خدمات میدانی خود را تأسیس کرد.
در اوج فعالیت شرکت در اوایل دهه ۱۹۸۰، حدود ۱۶۰۰ کارمند وجود داشت که عمدتاً در ساختمان اصلی الیوت در Borehamwood و در Dunstable مستقر بودند. تعدادی دفاتر کوچک در بسیاری از کشورهای دیگر نیز وجود داشت.
در دهه ۱۹۹۰، بازار کنترل فرایند بی‌درنگ به سمت سیستم‌های مبتنی بر ریزپردازنده ارزان‌تر رفت و فروش سری GEC 4000 در آن بازار خشک شد. شبکه‌های X.25 با شبکه‌های اینترنتی جایگزین شدند و بنابراین فروش سوئیچ بسته X.25 نیز کاهش یافت. این فقط فروش Videotex را به کشورهای دیگر واگذار کرد و بنابراین شرکت روی این محصول تمرکز کرد. با این حال، تنها چند سال قبل از اینکه شبکه جهانی وب سیستم‌های Videotex را جابجا کند، و آخرین بازار اصلی شرکت به پایان برسد، فاصله وجود داشت.
از اواسط دهه ۱۹۹۰، ساخت سیستم‌ها متوقف شد، اگرچه تعمیر و نگهداری سیستم‌های نصب شده و تعمیر و نگهداری شخص ثالث امروز (۲۰۱۹) ادامه دارد.

## نام شرکت
این شرکت در طول عمر خود نام‌های زیادی داشت، اگرچه GEC Computers احتمالاً بهترین شناخته شده در ارتباط با محصولات اصلی این شرکت در دهه‌های ۱۹۷۰ و ۱۹۸۰ است. ترتیب نام شرکت‌ها به این صورت بود:
- اتوماسیون الیوت
- سیستم‌های کامپیوتری مارکونی الیوت
- GEC Computers Limited
- GPT Computers Limited
- سیستم‌های داده GPT
- GPT ویدئو و سیستم‌های داده

پس از آن بقایای شرکت در Marconi Communications و متعاقباً به Telent جمع شد.
GEC Computers توسط GEC اجازه استفاده از آرم معمول GEC را بر روی محصولات خود اعطا کرد، زیرا این لوگو برای نام تجاری جدید شرکت نسبتاً قدیمی (حتی در اوایل دهه ۱۹۷۰) به نظر می‌رسید.

## محصولات و خدمات
- وارث رایانه خودکار ترانزیستوری مارکونی (TAC) که در نیروگاه‌های هسته ای برای ارائه داده‌ها استفاده می‌شود.
- به ارث برده مارکونی‌های بی شمار، اما احتمالاً فقط موجودات را حفظ کرده‌است
- انگلیسی Electric M2100 را به ارث برده‌است، اما احتمالاً فقط موارد موجود را حفظ کرده‌است
- سری الیوت ۹۰۰
- GEC 2050
- سری GEC 4000 و سیستم عامل‌های COS, DOS, OS4000، SCP-2
- GEC سری ۲۱
- GEC سری 42 (Sun-۲ و Sun-3)
- GEC سری ۶۳
- منبع تغذیه OEM با حالت تعویض اولیه
- واحدهای نمایش تصویری رنگی اولیه با وضوح بالا (عمدتا برای استفاده نظامی)
- خدمات مشاوره محاسباتی (عمدتا به سایر شرکت‌های GEC)
- تعمیر و نگهداری شخص ثالث
- سوئیچ‌های بسته X.25
- Videotex عمومی و سیستم‌های Viewdata خصوصی
- تولید مجموعه‌های الکترونیکی و کابلی شخص ثالث